# Лобёф, Макс
Альфред Максим Лобёф (фр. Alfred Maxime Laubeuf; 23 ноября 1864, Пуасси — 23 декабря 1939, Канны) — французский инженер, изобретатель оригинального типа подводных лодок, конструкции которых в конце XIX — начале XX веков оказали большое влияние на создание этого вида морских судов. Член Военно-морской академии Франции, член Французской Академии наук (1920).

## Биография
Окончил Политехническую школу в Париже. Позже, в 1883 году поступил в Высшую национальную школу корабельных дел.

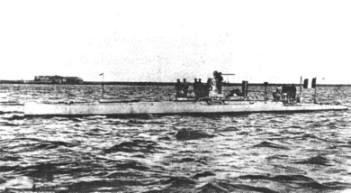
Французская субмарина Нарвал (Narval), 1900 год

В 1887 году поступил на службу помощником инженера в военно-морской флот Франции. Инженер — с 1891 года, работал в Бресте. В 1896 году, из-за объявленного морским министром Локруа, международного конкурса проектов подводных лодок, начал заниматься вопросами подводного плаванья. Существовавшие в то время во Франции типы подводных лодок, снабжённые исключительно электрическими моторами, обладали крайне малым районом действия и неудовлетворительными мореходными качествами. После ряда опытов М. Лобёф составил собственный проект, по которому в 1899 году была построена первая погружающаяся подводная лодка (submercible) — «Нарвал» («Narval» (Q4)), открывшую новую эпоху в истории подводного кораблестроения.
«Нарвал», спущенный на воду в Шербуре 26 октября 1898 года, был оригинальным кораблём. Это были две лодки, вставленные одна в другую; внутренняя — прочная, внешняя — легкая. Первая выдерживала давление воды на глубине, а второй была придана форма, выгодная для движения на поверхности моря. Пространство между двумя корпусами служило цистернами для погружения. Поскольку давление в таких цистернах практически всегда равно наружному, внешний корпус мог быть сделан сравнительно тонкостенным и легким.
От предыдущих типов она отличалась гораздо большей плавучестью, имела миноносные обводы и 2 типа двигателей — электрический для подводного хода и тепловой для надводного.
«Нарвал» имел для надводного хода паросиловую установку, а для подводного — электромотор. На малом ходу или на стоянке паросиловая установка использовалась для зарядки аккумуляторов. Вооружение лодки составляли четыре поворотных решетчатых торпедных аппарата системы Джевецкого.

Подводная лодка «Угорь» ("l'Anguille") инженера Макса Лобёфа

Новаторские идеи Лобёфа привели к тому, что дальность плавания «Нарвала» возросла более чем в десять раз по сравнению с предыдущими подводными лодками и достигла 624 миль при скорости надводного хода 8 узлов. Этот первоначальный проект автономной подводной лодки был усовершенствован им, и его изобретения, в значительной степени, использовались на подводных лодках сперва французского, а затем и флотами других стран (Англии, Греции, Перу и Японии).
М. Лобёф дважды посещал Россию: в 1898 году — для изучения отопления мазутом и в 1908 году — для представления проекта береговой минной обороны нашего побережья, когда он удостоился Высшей аудиенции, читал в адмиралтействе доклад о подводном плавании, типах существующих лодок и перспективах дальнейшего их усовершенствования.
В 1906 году вышел в отставку и поступил инженером на заводы Крезо (Шнейдер и К°), продолжая конструирование и строительство подводных лодок.
В 1925 году Лобёф был удостоен Большой золотой медали Общества поощрения прогресса (SEP).
Макс Лобёф был похоронен на кладбище Гран-Жас в Каннах.

## Источник
- Лобеф, Макс // Военная энциклопедия : [в 18 т.] / под ред. В. Ф. Новицкого … [и др.]. — СПб. ; [М.] : Тип. т-ва И. Д. Сытина, 1911—1915.
- Музей подводного флота
- Лобеф М., Стро Г. Подводные лодки. — М.: Наркомат Обороны, 1934.